# Mahlspüren im Tal
Mahlspüren im Tal ist ein Stadtteil von Stockach im baden-württembergischen Landkreis Konstanz in Deutschland.

## Geographie

### Lage
Die ehemals selbständige Gemeinde Mahlspüren liegt rund sechs Kilometer östlich der Stockacher Stadtmitte im Tal der Mahlspürer Aach.

### Nachbarorte
Nördlich und östlich von Mahlspüren liegen die zur Gemeinde Hohenfels gehörenden Dörfer Deutwang und Kalkofen, im Südosten das Dorf Seelfingen, im Süden erhebt sich der bis zu 581,8 m ü. NHN hohe Klotzberg, und im Westen liegt der zu Winterspüren gehörende Weiler Frickenweiler.

### Gliederung
Zu Mahlspüren im Tal gehören die Dörfer Mahlspüren im Tal und Seelfingen, die Höfe „Herbstenhof“, „Oberer Hof“ („Lehensitzerhof“), „Oberer Nußerhof“, „Unterer Nußerhof“, „Veitshof“ (Oberer und Unterer) und „Veitsmühle“ sowie die Wohnplätze „Im Hallstock“ („Spechtenhaus“), „Steighof“ und „Ziegelei“.

## Geschichte
Mahlspüren war ein früher Besitz der Grafen von Nellenburg. Im 14. Jahrhundert gehörte der Ort wohl den Herren von Heudorf, 1479 bis 1803 war Mahlspüren, vermutlich durch Kauf von den Herren von Hasenstein, im Besitz des Spitals Überlingen und kam von dort an das Großherzogtum Baden.
Im März 1972 gaben 153 Bürgerinnen und Bürger von 312 Stimmberechtigten Mahlspürens 108 Ja-Stimmen sowie 42 Nein-Stimmen ab und stimmten so für eine Eingliederung nach Stockach.
Am 1. Januar 1973 wurde Mahlspüren nach Stockach eingemeindet, zudem wechselte Mahlspüren vom gleichzeitig aufgelösten Landkreis Stockach in den neuen Landkreis Konstanz.

### Name
1091 wurde der Ort als „Madelesprun“ bezeichnet, 1167 als „Madilsburran“, 1169 als „Madilsbiuron“, 1264 als „Malisburaere“, 1266 als „Malspuron“ und 1278 als „Malsburer“. Der Name stammt wohl vom Personennamen Madel/Mada-lo.

### Einwohnerentwicklung
| Jahr                   | 1852 | 1871 | 1880 | 1890 | 1900 | 1910 | 1925 | 1933 | 1939 | 1950 | 1956 | 1961 | 1970 | 2016 | 2017 | Ref.        |
| Einwohner              | 427  | 347  | 354  | 377  | 374  | 392  | 403  | 357  | 340  | 372  | 408  | 400  | 443  | 621  | 630  | [ 2 ] [ 3 ] |
| weiblich               | 199  | 162  | 175  | 172  | 186  | 204  | 196  | 157  | 174  | 187  | 199  | 187  | 218  |      |      | [ 4 ]       |
| männlich               | 228  | 185  | 179  | 205  | 188  | 188  | 207  | 200  | 166  | 185  | 209  | 213  | 225  |      |      | [ 4 ]       |
| römisch-katholisch     |      |      |      |      |      |      | 390  |      |      | 341  |      | 370  | 379  |      |      | [ 5 ] [ 6 ] |
| evangelisch            |      |      |      |      |      |      | 13   |      |      | 30   |      | 21   | 47   |      |      | [ 5 ] [ 6 ] |
| sonstige Konfession/en |      |      |      |      |      |      | –    |      |      | 1    |      | 9    | 17   |      |      | [ 5 ] [ 6 ] |

## Politik

### Wahlergebnisse
Wahlen zur verfassunggebenden Nationalversammlung
| Partei                                                  | 1919   |
| Sozialdemokratische Partei Deutschlands (SPD)           | 22,2 % |
| Deutsche Demokratische Partei (DDP)                     | 32,5 % |
| Zentrumspartei (Z)                                      | 36,3 % |
| Bürgerpartei (BP) / Deutschnationale Volkspartei (DNVP) | 9,0 %  |

Reichstagswahl
| Partei                                                              | 1932   |
| Sozialdemokratische Partei Deutschlands (SPD)                       | 2,9 %  |
| Deutsche Demokratische Partei (DDP) / Deutsche Staatspartei (DStP)  | 6,8 %  |
| Zentrumspartei (Z)                                                  | 32,2 % |
| Deutschnationale Volkspartei (DNVP) / Christliche Volkspartei (CVP) | 0,5 %  |
| Nationalsozialistische Deutsche Arbeiterpartei (NSDAP)              | 51,2 % |
| Kommunistische Partei Deutschlands (KPD)                            | 4,4 %  |
| Sonstige Parteien                                                   | 2,0 %  |

Landtagswahlen
| Partei                                                             | 1952   | 1956   | 1960   | 1964   | 1968   |
| Christlich Demokratische Union Deutschlands (CDU)                  | 34,1 % | 52,3 % | 48,0 % | 69,5 % | 49,1 % |
| Sozialdemokratische Partei Deutschlands (SPD)                      | 14,6 % | 12,1 % | 26,0 % | 15,9 % | 9,3 %  |
| Demokratische Volkspartei (DVP) / Freie Demokratische Partei (FDP) | 15,4 % | 18,8 % | 15,0 % | 17,7 % | 24,8 % |
| Bund der Heimatvertriebenen und Entrechteten (BHE)                 | 12,2 % | 16,1 % | 6,0 %  | –      | –      |
| Nationaldemokratische Partei Deutschlands (NPD)                    | –      | –      | –      | –      | 13,7 % |
| sonstige Parteien                                                  | 22,0 % | –      | 5,0 %  | 0,9 %  | 3,1 %  |

Bundestagswahlen
| Partei                                                                      | 1949   | 1953   | 1957   | 1961   | 1965   | 1969   |
| Christlich Demokratische Union Deutschlands (CDU)                           | 43,5 % | 70,4 % | 71,4 % | 58,7 % | 67,6 % | 65,5 % |
| Sozialdemokratische Partei Deutschlands (SPD)                               | 9,2 %  | 7,4 %  | 9,3 %  | 16,3 % | 14,3 % | 17,0 % |
| Demokratische Volkspartei (DVP) / Freie Demokratische Partei (FDP)          | 38,2 % | 5,3 %  | 8,2 %  | 22,7 % | 18,1 % | 12,4 % |
| Kommunistische Partei Deutschlands (KPD)                                    | –      | 2,1 %  | –      | –      | –      | –      |
| Gesamtdeutscher Block/Bund der Heimatvertriebenen und Entrechteten (GB/BHE) | –      | 8,5 %  | 7,7 %  | –      | –      | –      |
| Nationaldemokratische Partei Deutschlands (NPD)                             | –      | –      | –      | –      | –      | 4,1 %  |
| sonstige Parteien                                                           | 9,2 %  | 6,3 %  | 3,3 %  | 2,3 %  | –      | 1,0 %  |

### Wappen
| Wappen der ehemaligen Gemeinde Malspüren im Tal | Blasonierung: „In Blau ein goldener (gelber) Pfahl, belegt mit drei grünen Sparren.“ |
| Wappen der ehemaligen Gemeinde Malspüren im Tal |                                                                                      |

## Wirtschaft und Infrastruktur

### Verkehr
Durch Mahlspüren verlaufen die Landesstraßen 194 und 205. Über diese ist der Ort mit Stockach, Pfullendorf und Owingen verbunden.

### Postwesen
Stockach war schon im 16. Jahrhundert eine bedeutende Poststation. Über Jahrhunderte liefen hier große, zwischenstaatliche Reiter- und Postkurse der Strecken Ulm-Basel, Stuttgart-Zürich und Wien-Paris zusammen. 1845 zählte die hiesige Posthalterei noch 60 Pferde.
Privatpersonen mussten vor 1821 ihre Post auf der Stockacher Postanstalt selbst abgeben. Dann entstand durch die Einrichtung einer Amtsbotenanstalt die Möglichkeit, dass Privatpersonen ihre Post einem Amtsboten übergeben konnten. Dieser brachte die Post anfangs zweimal, später dreimal wöchentlich zur Stockacher Postexpedition. In den 1850er Jahren wurde die Amtbotenanstalt aufgrund stetig zunehmendem Schriftverkehr aufgehoben, ihre Dienste der Post übertragen und zum 1. Mai 1859 die Landpostanstalt ins Leben gerufen. Im Amtsbezirk Stockach wurde unter anderem folgender Botenbezirk eingerichtet:
- Botenbezirk No. I, Dienstag/Donnerstag/Samstag: Stockach–Mahlspüren im Tal–Winterspüren–Zoznegg–Schwackenreute–Stockach

Poststücke, die in die jeweilige Brieflade vor Ort eingeworfen worden waren, wurden vor der Weiterleitung vom Postboten mit einem Uhrradstempel, in Mahlspüren mit der 7., versehen.

## Kultur und Sehenswürdigkeiten

### Sehenswürdigkeiten
- Burg Mahlspüren (bei den Burgäckern), eine abgegangene Höhenburg aus dem 11. oder 12. Jahrhundert